# Европейская широкоушка
Европейская широкоушка, или курносый ушан (лат. Barbastella barbastellus) — вид летучих мышей из рода широкоушек. В кариотипе 32 хромосомы.

## Описание
Мелкая и тёмно окрашенная летучая мышь. Её верхняя сторона немного темнее нижней. Масса 6-15 г. Длина тела 45—58 мм, хвоста 38—52 мм. Длина предплечья 35-42 мм, размах крыльев 26-31 см. Передний край уха с неглубокой выемкой, задний — с небольшой лопастью. Шерсть на спине тёмная, от тёмного шоколадно-бурого до почти чёрного, с характерной мелкой рябью, образованной белыми концами волос, но иногда встречаются серебристо—седая, брюшко серо—бурое.
От азиатской широкоушки отличается меньшими размерами и небольшой кожной лопастью на внешнем крае уха.

## Распространение
Европейская широкоушка распространена от средней Англии, Испании и Марокко до Литвы, Юго-Западной Белоруссии, Западной Украины и Закавказья.
Обитатель различных областей — от аридных до умеренных, предпочитает широколиственные леса. В горах Кавказа встречается до 1900 м над уровнем моря, в Альпах — до 1800 м, в Пиренеях — до 2260 м.

## Образ жизни
Дневные убежища — пещеры, шахты, погреба, расщелины скал, дупла деревьев. Часто их меняют, поэтому им требуется большое количество старых дуплистых деревьев. Больших колоний не образует, встречается поодиночке или парами, изредка, — небольшими группами. В убежищах часто сидят на горизонтальных выступах или висят на наклонных стенах. Полет быстрый, высокий, с крутыми поворотами. В конце июня — в июле рожают одного-двух детенышей. Лактация — 1 месяц. Выводковые колонии — до 10 самок. На зиму впадают в спячку, собираясь в группы по 3—13, даже 30—40 зверьков в погребах и пещерах. Зимние укрытия могут быть любого типа, но обычно — в очень холодных местах.
Основной рацион составляют жуки, мелкие бабочки, комары. Вылетают в ранних сумерках. Пищу добывают на небольшой высоте над лесными дорожками, садами, небольшими поселками, виноградниками, у отдельных групп деревьев.

## Хозяйственное значение
Полезный вид. Уничтожает вредных насекомых.

## Эхолокация
Европейская широкоушка использует два основных вида крика, которые использует для эхолокации. Один вид звуков издаётся в диапазоне 30—38 кГц с наибольшей громкостью на 33 кГц и длительностью 2.5 мс. Другой вид звуков издаётся в диапазоне 29—47 кГц с наибольшей громкостью на 38 кГц и длительностью 4.1 мс.

## Численность
Редкий вид малой плотности и численности на всем протяжении ареала с большими временными скоплениями в районах, где нет пещер. Точная
численность неизвестна. Отмечается её неуклонное сильное сокращение, за исключением Германии, где последние 5 лет зафиксирован рост.

## Охрана
Вид включен в Красные книги Литвы, Латвии, Украины, России, Республики Беларусь, в Красный список угрожаемых животных Польши.